# ピエトロ・パオリ

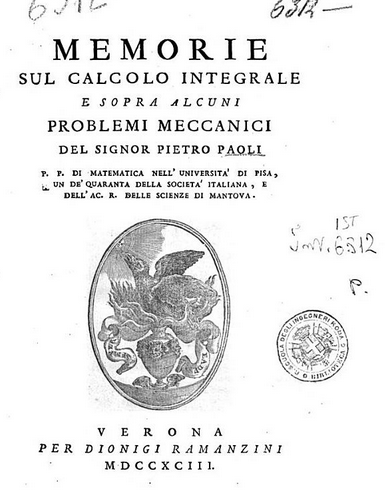
Memorie sul calcolo integrale (1793)

ピエトロ・パオリ（伊: Pietro Paoli、1759年3月2日 - 1839年2月21日
）は、イタリアの数学者。

## 生い立ち
リヴォルノのイエズス会の学校で教育を受け、1774年にピサ大学に入学し、法学を学んだ。1778年にピサ大学を卒業したが、物理学や数学の問題に興味を持つようになった。
1780年、マントヴァの高等学校で教職を受け、1782年にパヴィア大学の教授に任命された。ここで、グレゴリオ・フォンタナに師事して数学の知識を身につけた。
1784年にピサ大学で代数学の教授職を拝された。職務を果たす間にトスカーナ大公国の Regio Consultore Idraulico にも指名された。著名な生徒に、ガブリオ・ピオラ、ヴィンチェンツォ・ブルナッツイ、ジョヴァンニ・サンティーニ、ピエトロ・フランキーニ、ジュリアーノ・フルラニ、ジョヴァンニ・サンティーニ、アントニオ・ボルドーニがいる。
1814年、ピサ大学の理事となって、大学の新制度の改訂に責任を負った。 
大公国の教育長官を請け負って、1816年にフィレンツェに移住した。また、トスカーナの新地籍の作成委員会の長となった。
パオリはイタリア科学アカデミーの創立時からのメンバーであり、イタリアの他の科学アカデミーにも多く参加していた。

## 功績
パオリは主に微分積分学分野と、その光学や力学への応用に貢献した。水理学に関する作品も2つ残されている。主となる作品 Elementi di Algebra （1794）は二巻からなる代数学の書籍で、イタリア中で広くかつ長年の間出版された。